# Ametadoria harrisinae
Ametadoria harrisinae là một loài ruồi trong họ Tachinidae.